# Женщины Кореи (журнал)
Женщины Кореи (кор. 조선녀성) — ежемесячный популярный женский журнал Корейской Народно-Демократической Республики, печатный орган Социалистического союза женщин Кореи. Печатается в издательстве «Чосон Ёнса» в Пхеньяне на корейском языке.
Начал выходить в сентябре 1946 года и выходил ежемесячно до 1982 года, когда стал выходить раз в два месяца.
Журнал является первым, специально посвящённым женщинам КНДР. 
Журнал в основном пропагандирует достижения, условия труда и жизни корейских женщин, обычно сопровождая их крупномасштабными цветными фотографиями. Публикует статьи, посвящённые идее чучхе в доступной для понимания форме, о деятельности коммунистов во время японского колониального периода, статьи об истории Северной Кореи и базовые материалы и знания о повседневной жизни.
В журнале публикуются также критические статьи о капиталистическом обществе, критикующие негативные события в США , Японии и Южной Корее.
Содержит много цветных и чёрно-белых фотографий новостей, происходящих в Социалистическом союзе женщин Кореи.
Обычно выпуск состоит примерно из 40 страниц.